# 阿尔德伊和蒙福克塞勒
阿尔德伊和蒙福克塞勒（法語：Ardeuil-et-Montfauxelles，法語發音：[aʁdœj e mɔ̃foksɛl]）是法国大東部大區阿登省的一个市镇，属于武济耶区。

## 地理
阿尔德伊和蒙福克塞勒（49°16'5"N, 4°42'25"E）面积4.28 平方千米，位于法国大東部大區阿登省，该省份为法国北部内陆省份，西接埃纳省，南至马恩省，东临默兹省，北与比利时接壤。
与阿尔德伊和蒙福克塞勒接壤的市镇（或旧市镇、城区）包括：芒尔、马尔沃-维约、格拉特勒伊。

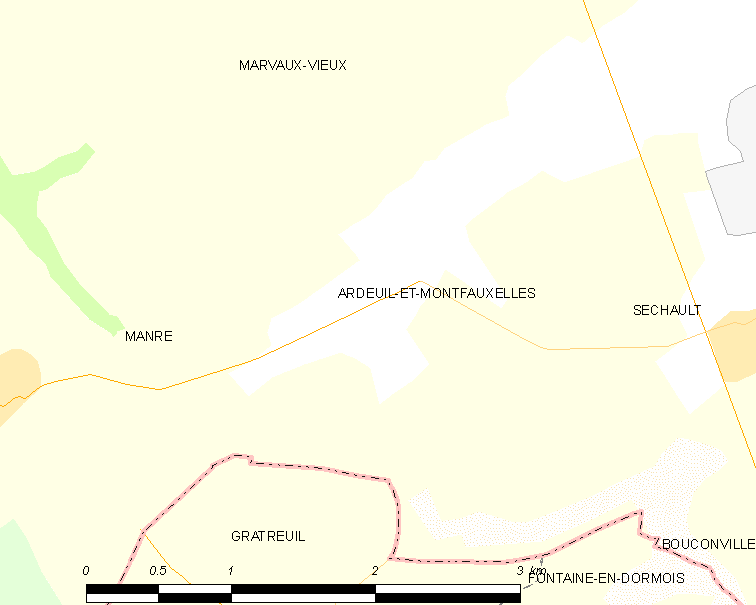
阿尔德伊和蒙福克塞勒的OSM定位图

阿尔德伊和蒙福克塞勒的时区为UTC+01:00、UTC+02:00（夏令时）。

## 行政
阿尔德伊和蒙福克塞勒的邮政编码为08400，INSEE市镇编码为08018。

## 政治
阿尔德伊和蒙福克塞勒所属的省级选区为阿蒂尼县。

## 人口

1962-2008年间阿尔德伊和蒙福克塞勒人口变化图示

阿尔德伊和蒙福克塞勒于2022年1月1日时的人口数量为79人。